# Robert Fabbri
Robert Fabbri (Ginevra, 22 giugno 1961) è uno scrittore svizzero naturalizzato britannico, noto come autore di romanzi storici. Conosciuto in Italia anche come Roberto Fabbri, è celebre soprattutto per la saga Il destino dell'imperatore, una serie di nove romanzi dedicati all'imperatore romano Vespasiano. In Italia, tutti i suoi romanzi sono pubblicati dalla Newton Compton Editori.

## Biografia
Nato a Ginevra, in Svizzera, vive tra Londra e Berlino. 
Si è laureato in Inghilterra alla London University e ha lavorato per 25 anni in numerose produzioni televisive e cinematografiche, prima di iniziare la carriera di scrittore.

## Opere

### Il destino dell'imperatore
La saga, dedicata a Vespasiano, è formata da nove romanzi, tutti tradotti in italiano. 
1. 2011 - Il tribuno[2] (Tribune of Rome), Newton Compton, traduzione di Giampiero Cara, 2012 (ISBN 978-88-541-7415-3)
2. 2012 - Il giustiziere di Roma (Rome's Executioner), Newton Compton, traduzione di Giampiero Cara, 2013 (ISBN 978-88-541-6075-0)
3. 2013 - Il generale di Roma (False God of Rome), Newton Compton, traduzione di Giampiero Cara, 2014 (ISBN 978-88-541-8616-3)
4. 2013 - Il re della guerra (Rome's Fallen Eagle), Newton Compton, traduzione di Rosa Prencipe, 2015 (ISBN 978-88-541-7282-1)
5. 2014 - Sotto il nome di Roma[3] (Masters of Rome), Newton Compton, traduzione di Rosa Prencipe, 2016 (ISBN 978-88-541-8720-7)
6. 2015 - Il figlio perduto di Roma (Rome's Lost Son), Newton Compton, traduzione di Rosa Prencipe, 2017 (ISBN 978-88-227-0106-0)
7. 2016 - La furia di Roma (The Furies of Rome), Newton Compton, traduzione di Emanuele Boccianti, 2018 (ISBN 978-88-227-1361-2)
8. 2018 - Roma in fiamme (Rome's Sacred Flame), Newton Compton, traduzione di Rosa Prencipe, 2019 (ISBN 978-88-227-2548-6)
9. 2019 - L'imperatore di Roma (Emperor of Rome), Newton Compton, traduzione di Rosa Prencipe, 2021 (ISBN 978-88-227-3985-8)

Nel 2014 è stata pubblicata dalla Newton Compton la raccolta dei primi tre romanzi della saga, con il titolo Il destino dell'imperatore - 3 romanzi in 1 (ISBN 978-88-541-7142-8). Nel 2018 è uscito un altro unico volume contenente i libri quarto, quinto e sesto, pubblicato in Italia nel 2019 (ISBN 978-88-227-2902-6). Nel dicembre dello stesso anno è infine uscito un omnibus con gli ultimi tre libri, al momento inedito in Italia.

### Crossroads Novellas
Questa serie di romanzi è lo spin-off della saga principale Il destino dell'imperatore, e ha per protagonista Magno (nome completo Marco Salvio Magno), il capo della "Confraternita degli incroci" che da sempre, fin dal primo romanzo, accompagna Vespasiano nelle sue avventure. Tutti questi romanzi sono stati pubblicati solamente come ebook pubblicati dalla Corvus, e del tutto inediti in Italia. Nel 2015 è stata pubblicata una trilogia comprendente i primi tre titoli; poi, nel 2019, è stata pubblicata la collezione completa in un unico omnibus.
- 2011 - The Crossroads Brotherhood
- 2013 - The Racing Factions
- 2014 - The Dreams of Morpheus
- 2015 - The Alexandrian Embassy
- 2017 - The Imperial Triumph
- 2018 - The Succession

### Alexander's Legacy
Questa saga è ambientata appena dopo la morte di Alessandro Magno, e ha per protagonisti i suoi diadochi. Ad oggi la serie è arrivata a quattro libri, di cui il primo uscito in Italia.
1. 2020 - L'eredità di Alessandro Magno (To The Strongest), traduzione di Emanuele Boccianti, Newton Compton, 2022, ISBN 978-88-227-5812-5
2. 2021 - The Three Paradises
3. 2022 - An Empty Throne
4. 2022 - Babylon
5. 2024 - Forging Kingdoms

### Altri romanzi
- 2017 - Le tre legioni (Arminius: The Limits of Empire), Newton Compton, traduzione di Rosa Prencipe, 2020, ISBN 978-88-227-4099-1